# Kiều Thanh Thần
Kiều Thanh Thần (tiếng Trung: 乔清晨; bính âm: Qiao Qingchen; sinh tháng 10 năm 1939) là Thượng tướng Không quân Quân Giải phóng Nhân dân Trung Quốc (PLAAF). Ông từng giữ chức vụ Ủy viên Ban Chấp hành Trung ương Đảng Cộng sản Trung Quốc khóa XVI, Chính ủy, sau đó là Tư lệnh Không quân Quân Giải phóng Nhân dân Trung Quốc.

## Thân thế và binh nghiệp
Kiều Thanh Thần sinh tháng 10 năm 1939 tại Trịnh Châu, tỉnh Hà Nam, dân tộc Hán. Ông nhập ngũ năm 1956 và gia nhập Đảng Cộng sản Trung Quốc năm 1960.
Kiều Thanh Thần xuất thân là phi hành viên bộ đội Hàng không, Không quân PLA, từng đảm nhiệm chức vụ Sư đoàn trưởng Sư đoàn 209 bộ đội Hàng không, Không quân; Phó Chính ủy Quân đoàn 4 Không quân; Phó Chính ủy Quân đoàn 8 Không quân và Phó Chính ủy binh chủng Không quân trực thuộc Quân khu Tế Nam.
Tháng 1 năm 1996, Kiều Thanh Thần được bổ nhiệm làm Phó Tư lệnh Quân khu Bắc Kinh kiêm Tư lệnh binh chủng Không quân trực thuộc Quân khu Bắc Kinh.
Tháng 11 năm 1997, bổ nhiệm giữ chức Phó Tư lệnh Không quân Quân Giải phóng Nhân dân Trung Quốc. Tháng 1 năm 1999, nhậm chức Chính ủy Không quân Quân Giải phóng Nhân dân Trung Quốc.
Tháng 5 năm 2002, Kiều Thanh Thần được bổ nhiệm giữ chức vụ Tư lệnh Không quân Quân Giải phóng Nhân dân Trung Quốc, thay thế Lưu Thuận Nghiêu bị bệnh ung thư.
Tháng 9 năm 2004, Kiều Thanh Thần được bầu làm Ủy viên Quân ủy Trung ương Trung Quốc.
Kiều Thanh Thần được phong quân hàm Thiếu tướng năm 1988, thăng cấp Trung tướng năm 1996, và thụ phong quân hàm Thượng tướng năm 2002.